# Сокол (крепость)
Крепость Сокол (бел. Крэпасць Сокал) — крепость (в других источниках — замок), существовавшая в XVI в. при слиянии рек Нища и Дрисса, рядом с деревней Кульнево, недалеко от деревни Соколище (совр. Россонский район, Витебская область, Беларусь). Сооружена в 1566 г. во время Ливонской войны по приказу Ивана IV Грозного как порубежная крепость. Осада крепости в 1579 г. завершилась взятием её войсками короля Стефана Батория и её полным разрушением.

## Описание
Планировка и размеры крепости определялись мысом при слиянии рек Нища и Дрисса. Полуовальная в плане, развернутая полуовальной частью в сторону стрелки мыса, крепость имела 10 башен, которые были разделены на 2-3 яруса и имели боевые помещения и амбразуры. 4 башни были четырехугольными и завершались двускатной крышей. Остальные башни были восьмиугольными, с высокой шатровой крышей. Башни стояли на высоких насыпях и соединялись оборонительными стенами. В стене, противоположной закругленной части, размещались арочные ворота под двускатной крышей и двумя бойницами по бокам. Густая деревянная застройка детинца занимала почти половину его территории. Центром замковой композиции была церковь на небольшой площади, которую окружали прямоугольные в плане дома. Выделялись два башнеобразные сооружения: одно из них с купольным завершением имело ренессансные черты.